# Quai Marquis-d'Aiguillon
Le quai Marquis-d'Aiguillon est un quai du port de Nantes, de la commune de Nantes, dans le département français de la Loire-Atlantique.

## Situation et accès
Situé sur la rive droite de la Loire, cette voie de circulation du quartier Bellevue - Chantenay - Sainte-Anne, relie le quai Ernest-Renaud, au niveau de la rue des Salorges, à l'est, au boulevard de Cardiff, au niveau de la rue Marcel-Sembat et de l'ancienne carrière de Misery, à l'ouest. Ouvert à la circulation automobile et bitumé, il présente deux voies de circulation doubles séparées par un terre-plein central.

## Origine du nom
La voie porte le nom d'Emmanuel-Armand de Vignerot du Plessis (1720-1788), duc d'Aiguillon, Maréchal de camp, commandant en chef de Bretagne de 1753 à 1758,. Contrairement à son père Armand-Louis de Vignerot du Plessis qui a porté le titre « Marquis de Richelieu », rien n'indique la raison pour laquelle cette voie n'ait pas été baptisée « quai Duc-d'Aiguillon ». Pendant la Révolution française, on lui donne le nom de « quai Palamède ». Le nom d'usage oscille par la suite entre « quai d'Aiguillon » et un hasardeux « quai de l'Aiguillon », plutôt éloignée de son sens initial. En 1990, pour mettre fin à la confusion entre ces deux dénominations, on décide de rebaptiser le quai avec son nom actuel.

## Historique
En 1763, le bureau de ville décide qu'« un chemin praticable serait établi pour éviter la montée du coteau et porterait le nom de quai d’Aiguillon, que ce nom serait gravé sur une pierre avec la date et les armes du Duc ».
Une fois aménagé, le quai accueille, outre les activités portuaires, des forgerons et des blanchisseuses. Ces dernières, ainsi que les ouvriers, habitent pour beaucoup dans le quartier de l'Hermitage qui surplombe le quai. Or, la communication entre les deux est assurée par un escalier, baptisé « escalier des cents marches ». Situé en face de l'actuelle rue de Miséry, il est constitué de plusieurs tronçons, certains ayant leur emprise sur des terrains privés. Malcommode, il n'est pas adapté à un flux important de passants, surtout si ceux-ci portent des charges volumineuses, comme c'est de le cas des blanchisseuses. En 1837, les habitants des quartiers de l'Hermitage et du quai de l'Aiguillon adressent une demande à la mairie pour qu'un passage plus adapté soit aménagé. En 1850, un escalier monumental est construit.
En 1857, la construction de la ligne de chemin de fer entre Nantes et Saint-Nazaire sur le quai bouleverse l'organisation urbaine. Des habitations longeaient la voie de chaque côté. Pour permettre l'installation des rails, 64 maisons sont démolies, et depuis les immeubles habités sont situés uniquement sur le côté nord-ouest du quai, à l'opposé de la Loire. Ces travaux nécessitent également la démolition d'un pan de roche au niveau de la carrière de Miséry. Ils entraînent en outre une modification de l'escalier Sainte-Anne.
En 1899, Maurice Schwob lance, dans le Phare de la Loire, une campagne de promotion d'un projet du directeur de la Compagnie du chemin de fer de Paris à Orléans, M. Heurteaux, qui prévoit de surélever la ligne qui traverse la ville au moyen d'un viaduc ferroviaire entre la gare d'Orléans et le quai d'Aiguillon, à la manière des tronçons aériens du métro de Paris. Cette proposition, à laquelle le maire, Paul-Émile Sarradin, est favorable, est débattue lors du conseil municipal. Mais le projet ne voit pas le jour, bien qu'il soit de nouveau proposé deux fois, sans plus de succès, en 1904, avec des modifications apportées par l'ingénieur en chef de la Compagnie d'Orléans, M. Liébaux, puis en 1926, après un réajustement effectué par l'ingénieur des Ponts et chaussées responsable des travaux du port, M. Marcheix.

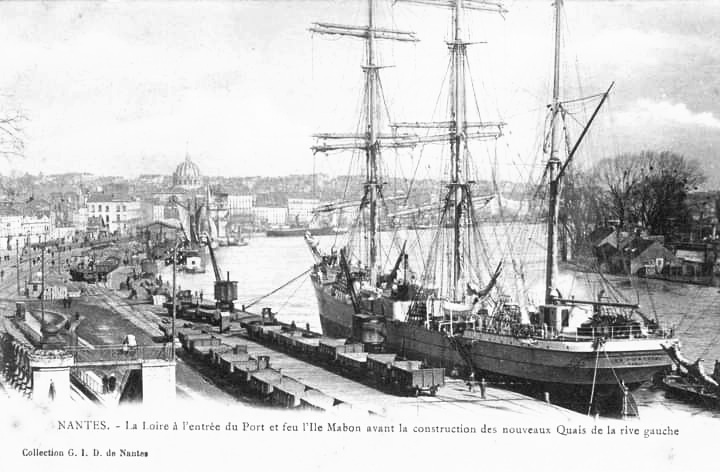
Quai Marquis-d'Aiguillon et l'île Mabon avant son arasement en 1902
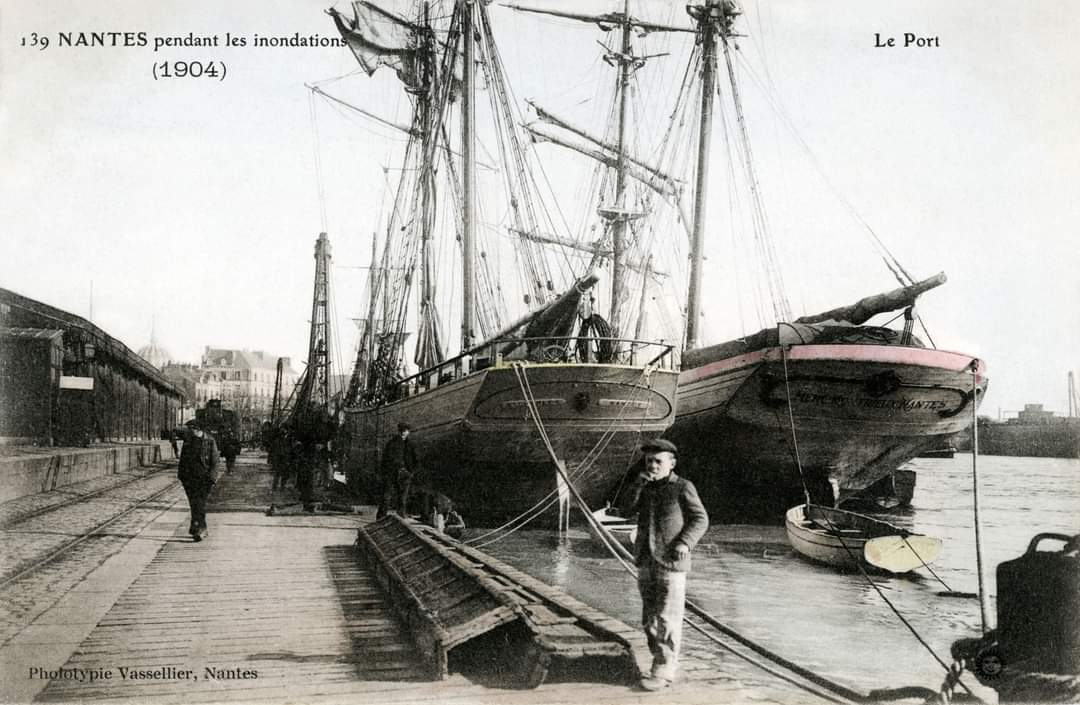
Quai Marquis-d'Aiguillon en 1904, du temps de son exploitation portuaire

Après la création du tunnel ferroviaire de Chantenay, les rails sont enlevés, dans les années 1950. Dans les années 1970, une partie de l'espace vacant laissé par la voie ferrée permet d'élargir les voies routières, impliquant une nouvelle modification de l'escalier Sainte-Anne. Le 4 avril 1973, au moment de son lancement à partir des chantiers Dubigeon sur la rive opposée, le cargo Pointe‐Madame heurte avec
fracas le quai d'Aiguillon, entraînant d'importants dégâts.

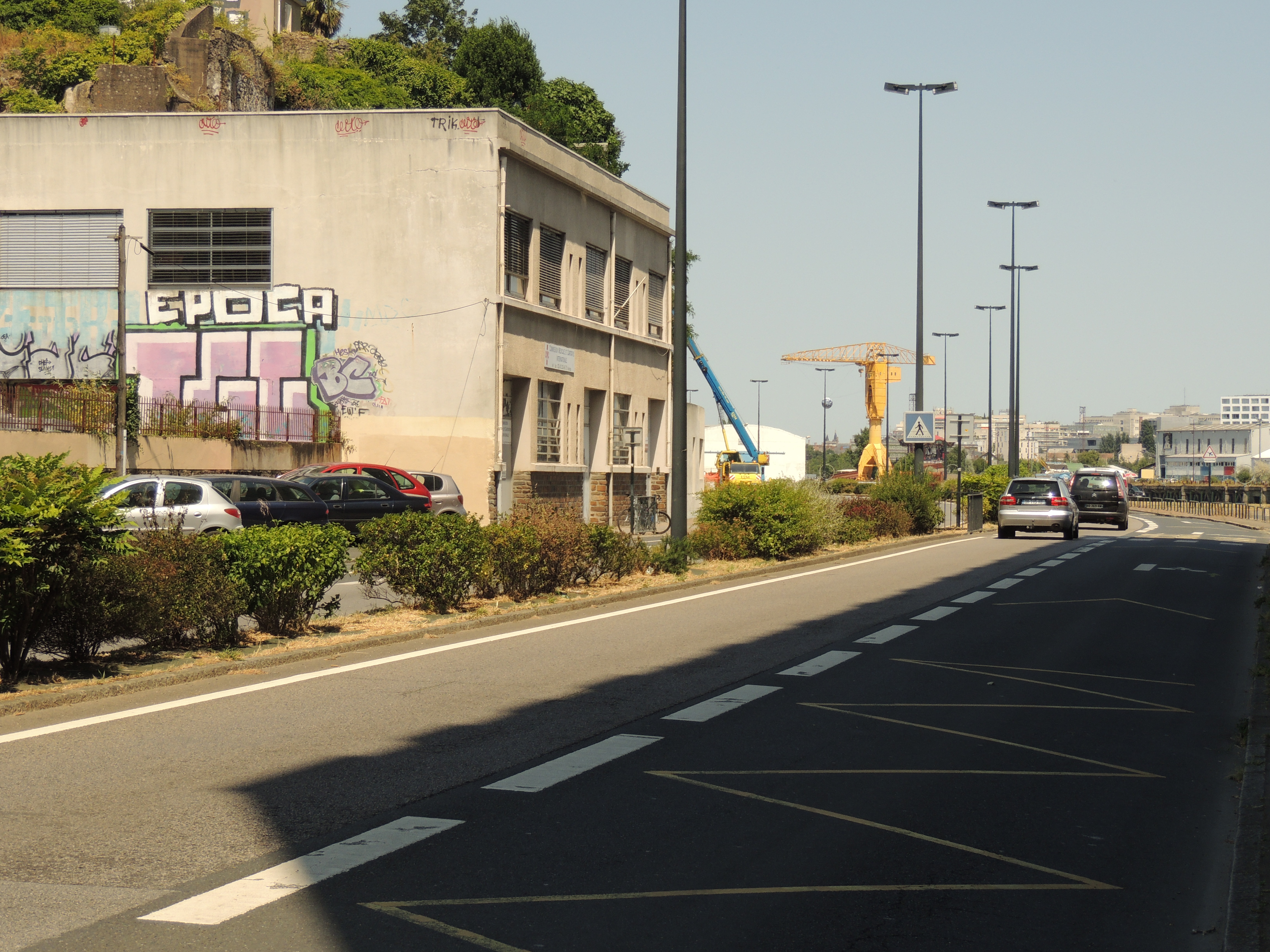
Le quai vu depuis son extrémité ouest.
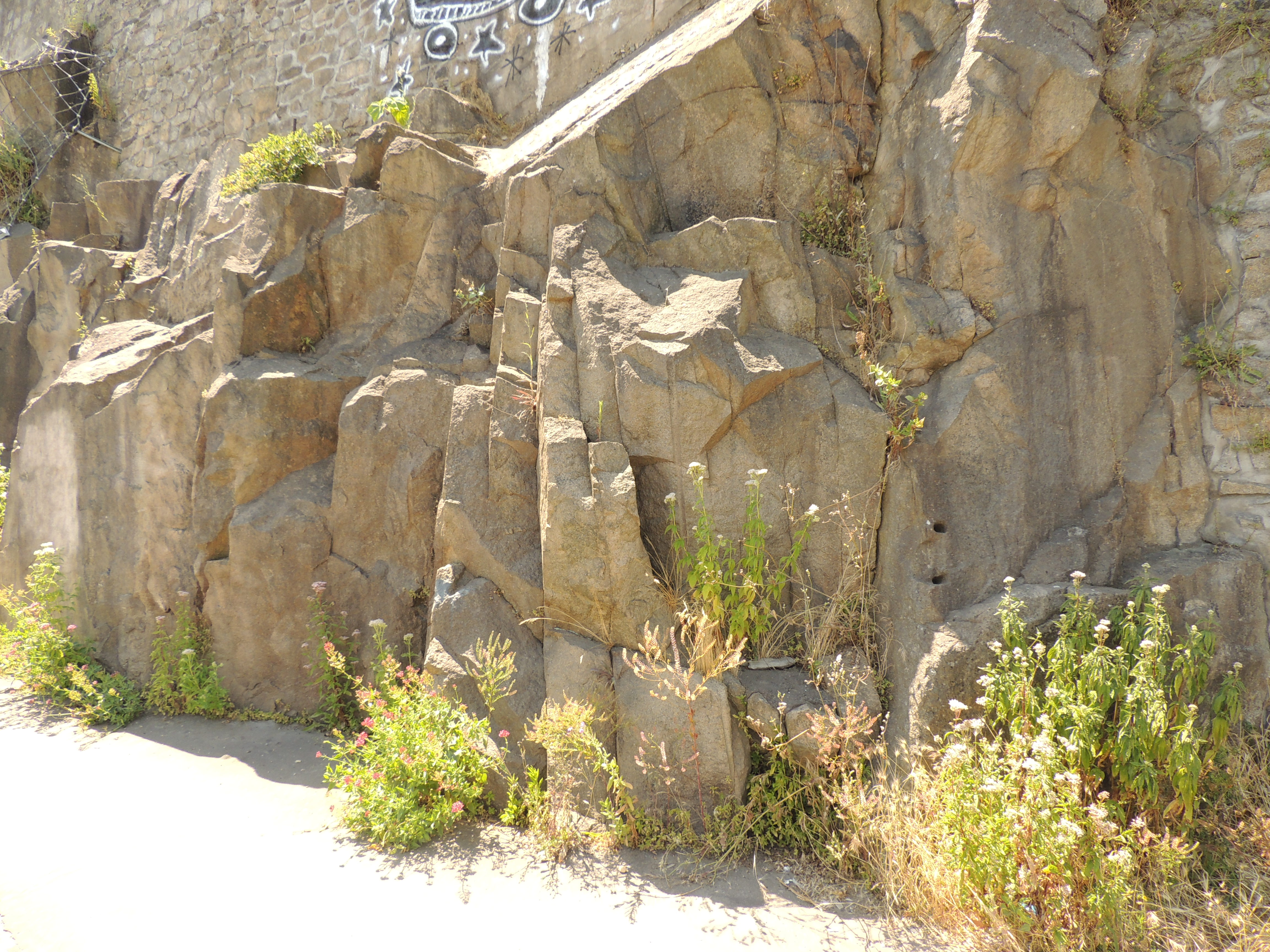
Paroi rocheuse qui le longe sur sa partie opposée à la Loire.
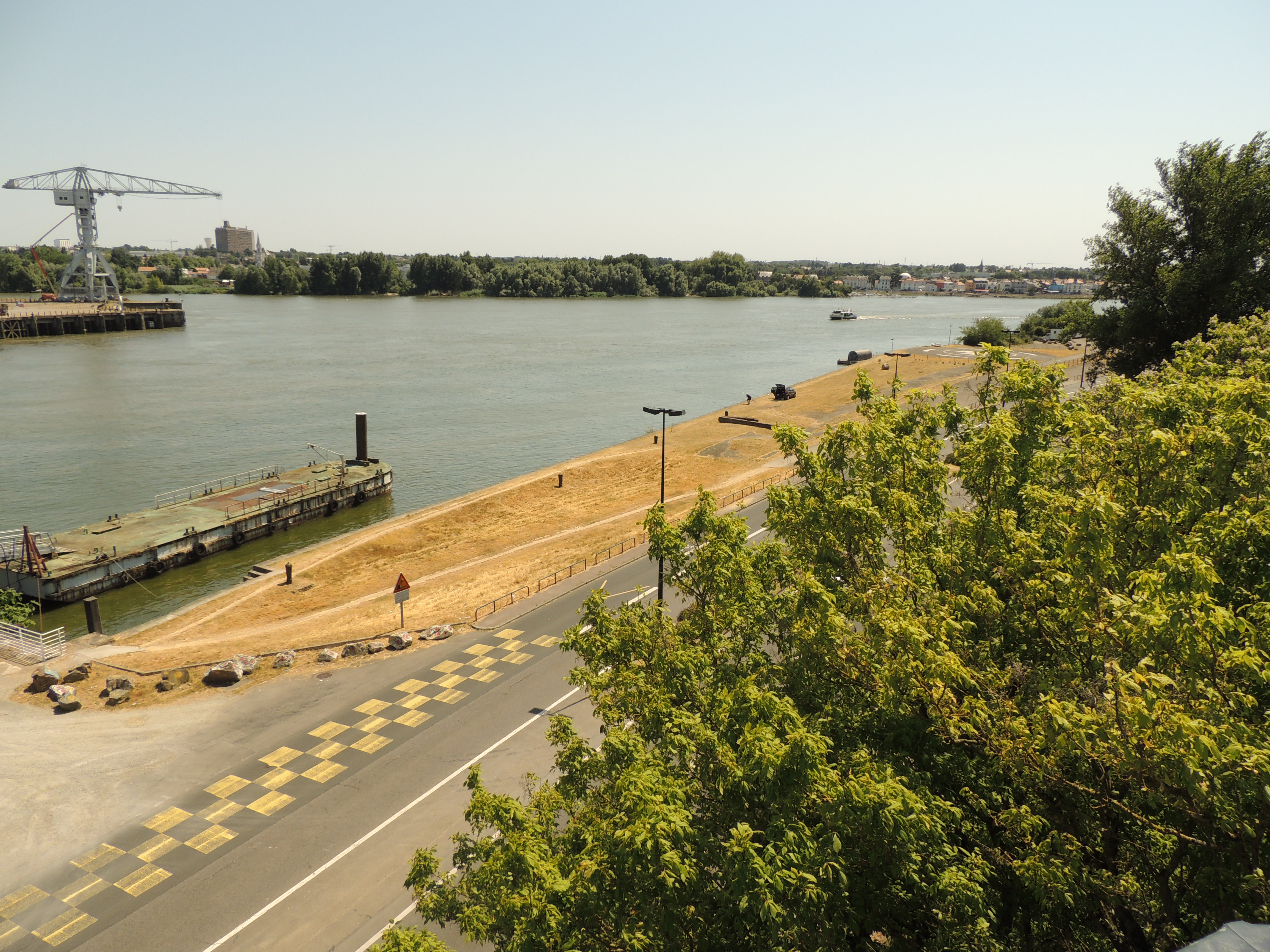
Le quai vu vers l'ouest, depuis un promontoire de la rue de l'Hermitage qui le surplombe.

## Bâtiments remarquables et lieux de mémoire

### Escalier Sainte-Anne

#### Historique

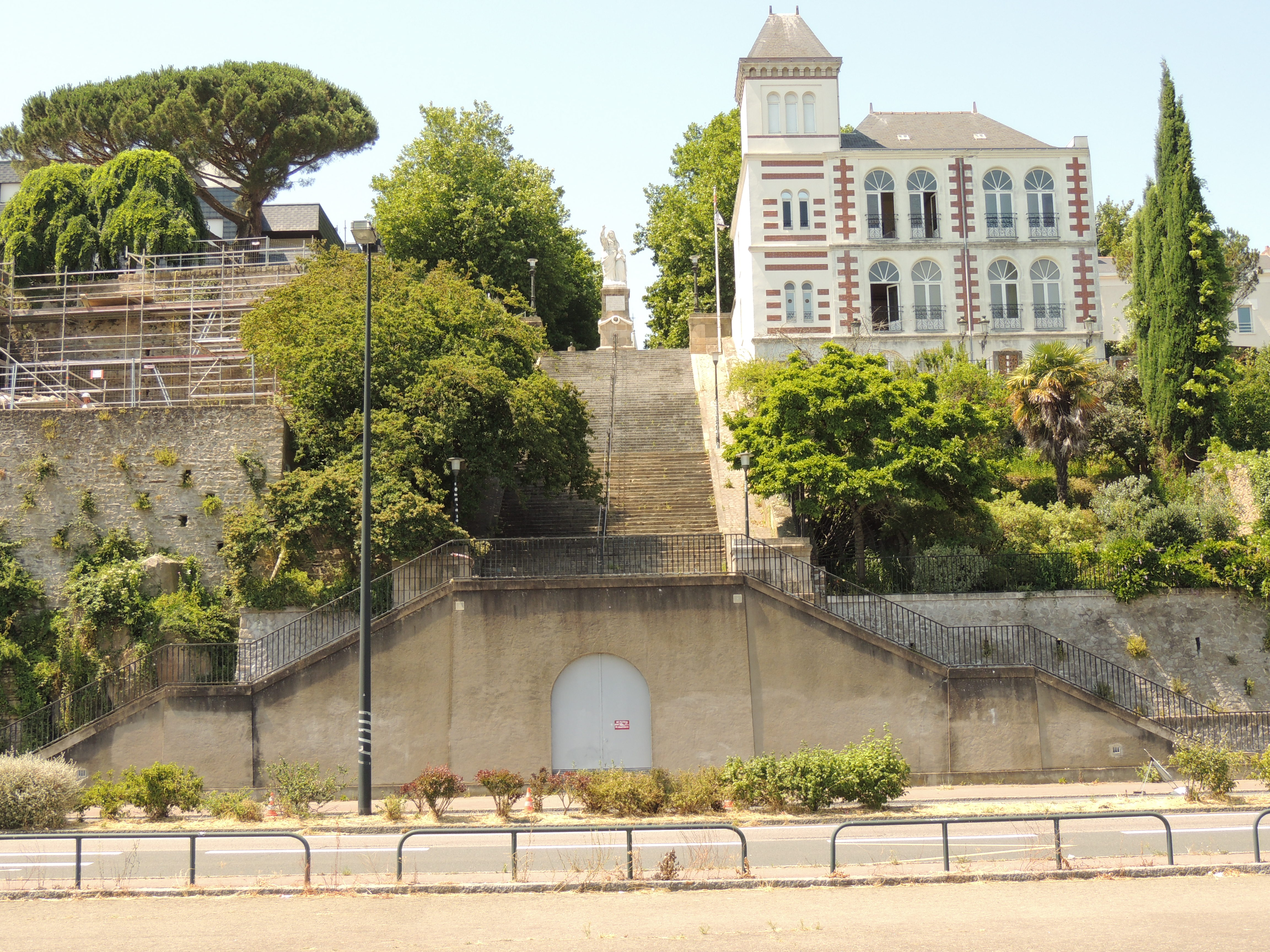
L'escalier vu du quai Marquis-d'Aiguillon.

L'escalier Sainte-Anne, qui relie le quai à la rue de l'Hermitage et la place des Garennes, est conçu par Henri Driollet dans son projet de réaménagement du quartier de 1850 à la demande des habitants. L'architecte, pour nommer cet escalier monumental de 122 marches, reprend l'ancienne appellation « des cent marches », avant de choisir celui de « escalier de l'Aiguillon ». Celui-ci prend son nom actuel à l'occasion de l'installation de la statue de Sainte-Anne.
En 1857, la construction de la ligne de chemin de fer sur le quai impose la réalisation d'un grand palier pour l'enjamber se terminant une double-volée.
La mise en service du tunnel ferroviaire et la désaffectation de la voie ferrée qu'elle entraine, dans les années 1950, permet l'élargissement de la voie routière, décidée en 1970. La partie basse de l'escalier connaît alors une nouvelle modification : le palier franchissant l'ancienne voie ferrée, devenu encombrant, est démoli. Pour gagner de la place, le palier est supprimé et la double-volée qui permettent la descente du palier au niveau du quai sont raprochées le long de la paroi.

#### Architecture

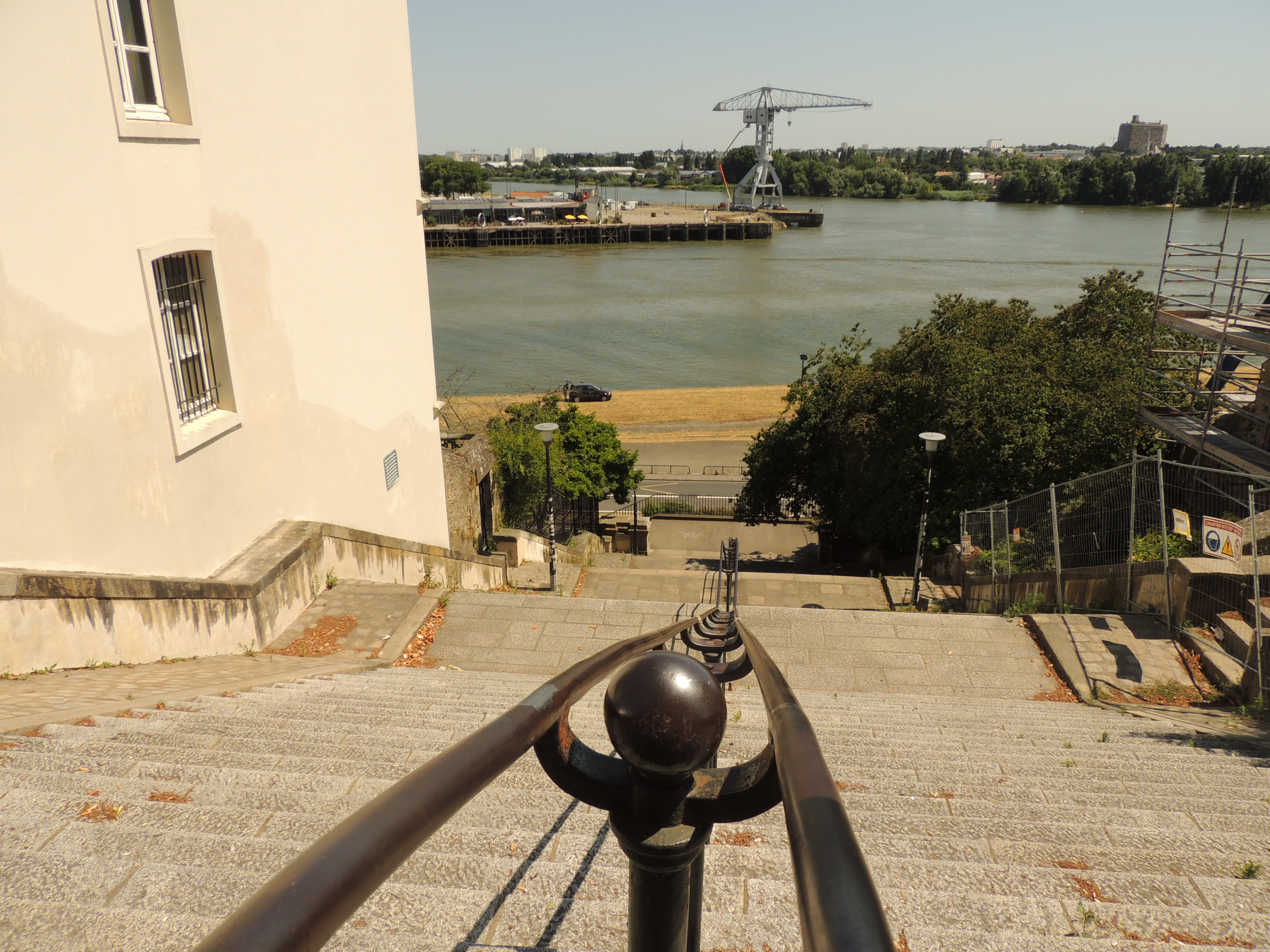
L'escalier vu du pied de la statue Sainte-Anne, avec le quai en contrebas.

L'escalier présente un dénivelé d'environ 30 mètres. Deux parties se distinguent : la partie haute, réalisée en 1850, et la partie basse, aménagée dans les années 1970.
La partie haute, perpendiculaire à la Loire, dans l'axe de l'église Sainte-Anne et de la place des Garennes, comporte quatre volées. Trois d'entre elles présentant chacune 25 marches, la dernière (la plus basse) 10 marches. Elles sont bordées de rampes en pavés et moellon, elles-mêmes bordées d'un petit mur. Les paliers sont réalisés à partir de grandes plaques de granit. Des passages permettent d'accéder aux propriétés longeant l'escalier, notamment le musée Jules-Verne et le manoir de l'Hermitage. Sur son axe central, cette partie est dotée d'une rampe en fer forgé. Six réverbères assurent l'éclairage.
La partie basse est parallèle au fleuve, et donc perpendiculaire à la partie haute de l'escalier. Elle est constituée de deux branches symétriques partant du même palier, chacune présentant deux volées.

### Statue Sainte-Anne

#### Historique
En 1851, le curé de la paroisse Sainte-Anne s'engage à offrir le financement d'une statue de la sainte si, en échange, l'escalier porte le nom de cette dernière. Conçue par Amédée Ménard et fondue par Jean-Simon Voruz, la statue, située au sommet de l'escalier et regardant vers la Loire, est inaugurée et bénie le 22 avril 1851. Le piédestal en granit local, nommé « pierre nantaise », est offert par la municipalité de Nantes.

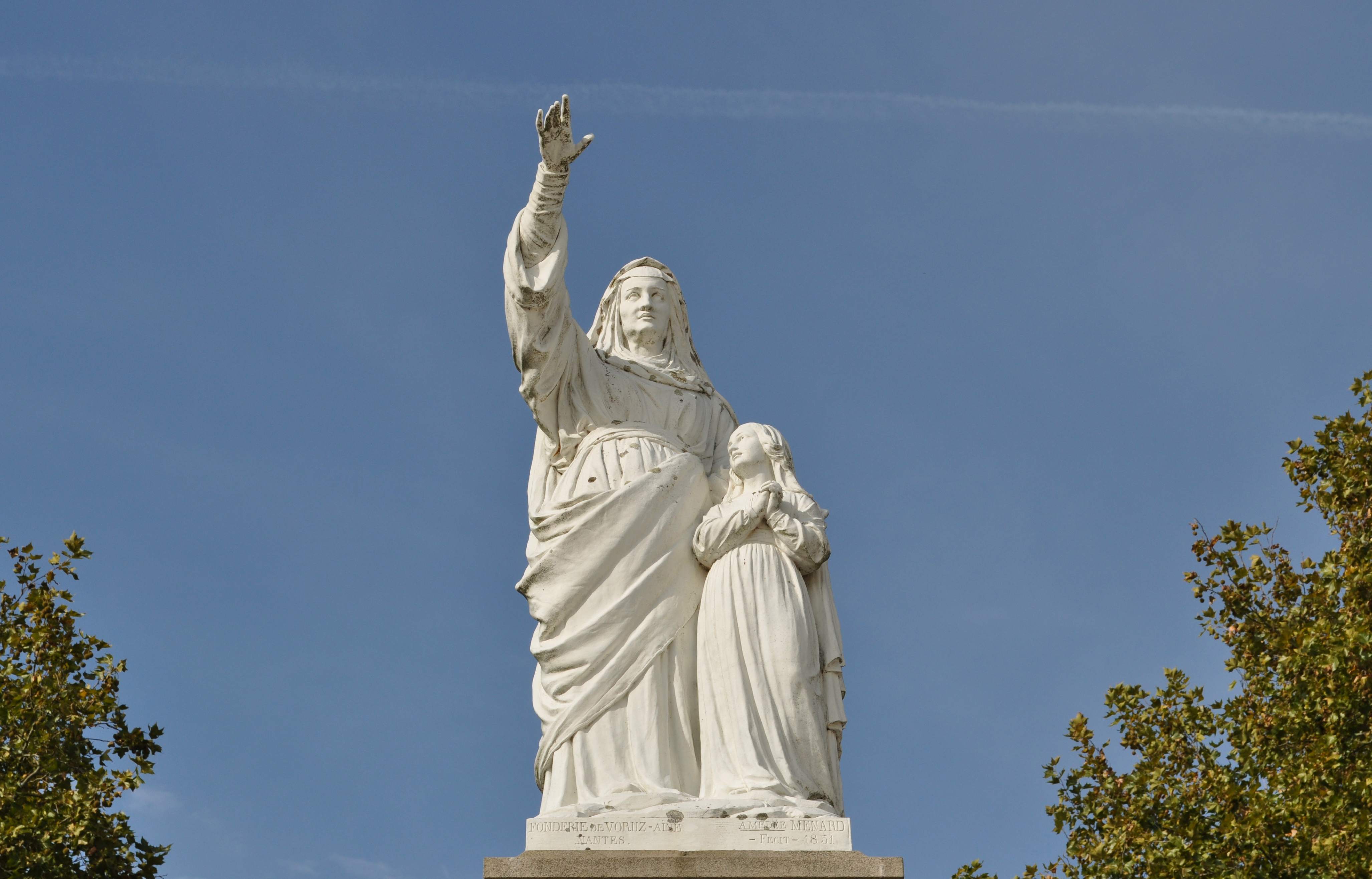
La statue.
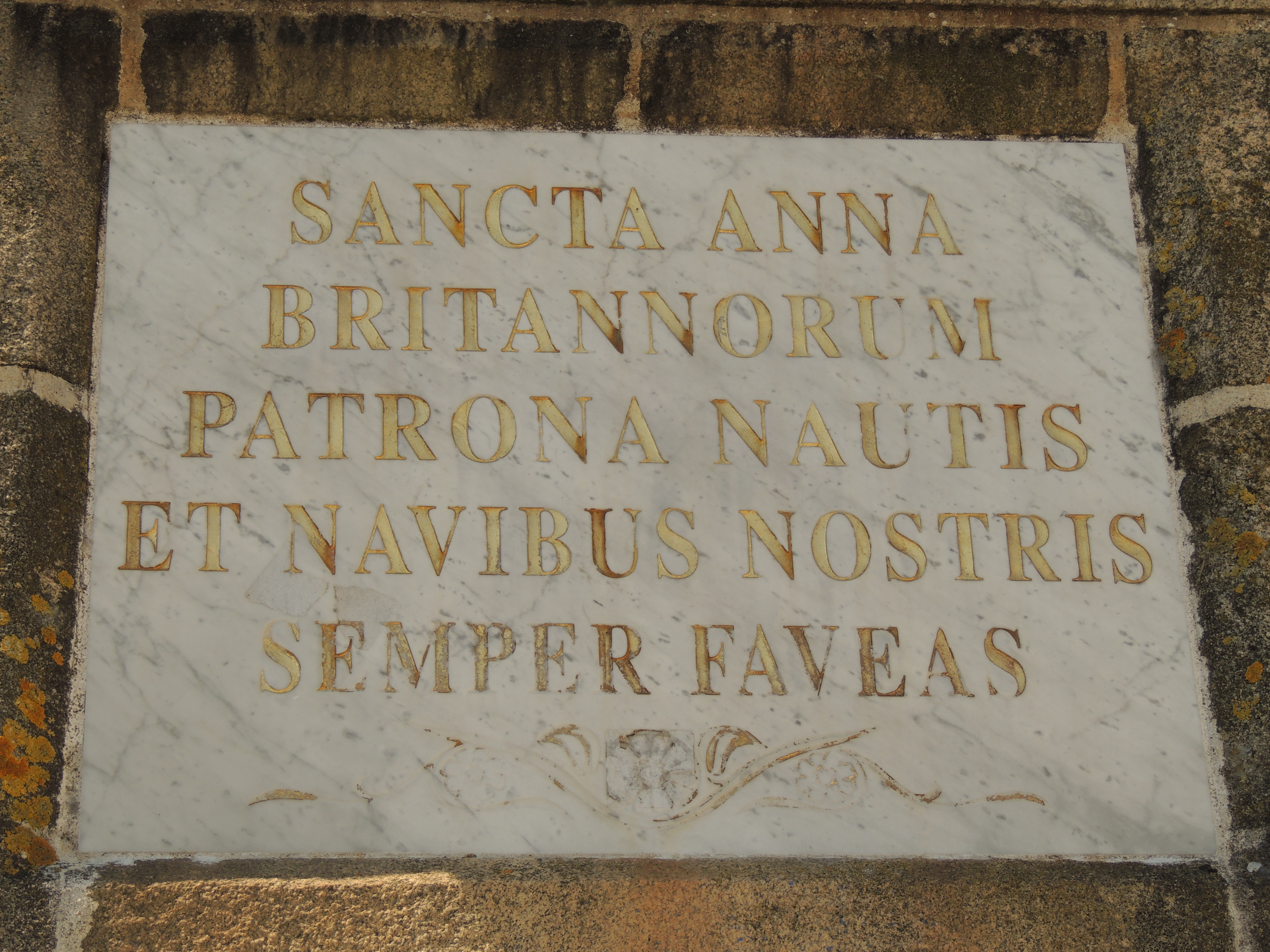
Plaque côté sud.
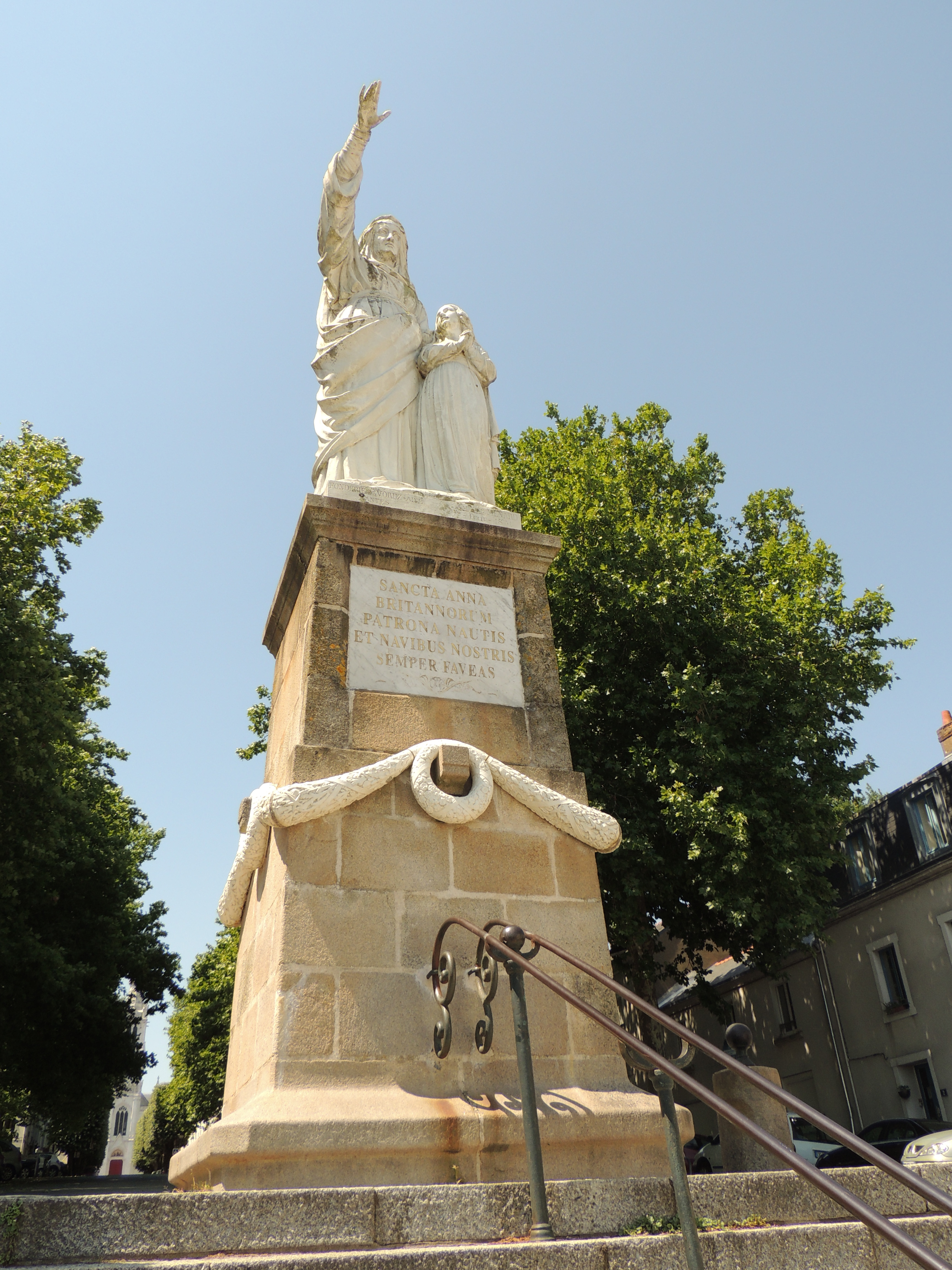
La statue et son socle.

#### Description
La statue représente sainte Anne tenant sur son côté gauche Marie, qui regarde sa mère, les mains jointes. Toutes deux sont debout. Anne tend le bras droit au niveau de son épaule, face à elle, en direction de la Loire, qu'elle semble bénir. La base de l'œuvre présente les signatures du fondeur, Jean-Simon Voruz, et du sculpteur, Amédée Ménard.
L'ensemble du monument est haut d'un peu moins de huit mètres. La statue elle-même, en fonte, mesure 3,10 mètres. Le socle est en granit extrait localement — la « pierre nantaise » —, sous forme de pierres appareillées. Il s'élève jusqu'à 3,50 mètres ; de forme légèrement trapézoïdale (il est légèrement plus étroit au sommet qu'à sa base), il mesure au sol 1,45 × 1,45 m. Deux plaques en marbre blanc sont encastrées côtés sud et nord.
BRITANNORUM

PATRONA NAUTIS

ET NAVIBUS NOSTRIS

AEDILES CIVITATIS

ET PAROCHUS SANCTAE ANNAE

POSUERUNT HOC MONUMENTUM

DIE XXIa APRILIS

### Minoterie des Grands Moulins de Loire

L'« immeuble CAP 44 » en 2019, à gauche

En 1894, Paul Perraud, propriétaire d'une minoterie depuis le milieu du XIXe siècle à Issé, souhaite développer son activité. Il acquiert un terrain occupé naguère par deux bâtiments : une minoterie qui sera détruite par incendie courant 1886 et une raffinerie de sucre de canne qui fut la propriété de la « société Louis Say et Compagnie ».
Perraud souhaite alors y édifier une « grande usine à vapeur, avec ses annexes pouvant moudre 400 tonnes de blé par jour », idéalement située entre la Loire et la voie ferrée, face à l'ancienne carrière de Miséry. Il fait appel aux architectes nantais Lenoir et Étève, auteurs notamment du Lycée Georges-Clemenceau, et Raoulx, architecte manceau spécialisé dans l'architecture industrielle, lesquels s’associent aux ingénieurs Sée, basés à Lille, concessionnaires du procédé Hennebique dont ce bâtiment sera la premier à adopter ce système constructif à une échelle aussi importante.
Néanmoins, trois ans après sa mise en service, la compagnie créée par Perraud fait faillite en 1899 : le bâtiment, trop grand, ne permet pas à la « société anonyme des Moulins de Nantes » de disposer des capacités financières nécessaires pour maintenir son activité. La « société anonyme des Moulins nantais »  est alors créée et devient l'une des principales firmes de meunerie du département. Celle-ci fusionne en 1921 avec ses deux principales concurrentes pour fonder la société anonyme des « Grands Moulins de la Loire ».
Au début de la Seconde Guerre mondiale, l'activité de minoterie cesse. Le matériel est alors démonté et les bâtiments sont loués à la Coopérative Agricole de Nantes, centrale d’achats et de ventes de 150 syndicats agricoles, qui le transforme en entrepôt. En 1972, le bâtiment est vendu à la SCI CAP 44 qui le reconvertit en bureaux (le nom d'« immeuble CAP 44 » sera dès lors donné au bâtiment). L'architecte Feronnière est chargé de la réhabilitation : il fait démolir les allèges et recalibrer les fenêtres selon une taille unique dans l'esprit de composition du mur rideau, puis recouvre les quatre façades du bâtiment d'un bardage métallique bleu.
Après 40 ans d’occupation tertiaire, le bâtiment est inoccupé depuis les années 2010 et acheté par Nantes Métropole Aménagement en 2018. Dans le cadre de l'aménagement de la carrière de Miséry, le devenir de l'immeuble se pose : entre sa démolition totale et sa conservation intégrale, la métropole prend le parti d'une destruction partielle tout en rénovant dans leur état d'origine les parties conservées. Dès lors, l'ancienne minoterie accueillera, à l'horizon 2027-2028, les collections enrichies du musée Jules-Verne, une bibliothèque, un restaurant et des terrasses offrant une vue panoramique sur le fleuve,.

### Univers de fiction
Le film La Reine blanche (1991) comporte une scène de manutention portuaire (dockers portant des sacs sur leur dos, roulant des tonneaux) et grues en action, tournée sur le quai Marquis-d'Aiguillon. Dans la même scène, le personnage de Mireille Legualoudec embarque sur le Roquio à destination de Trentemoult.

### Coordonnées des lieux mentionnés
1. ↑  Escalier Sainte-Anne : 47° 12′ 05″ N, 1° 34′ 38″ O
2. ↑  Statue Sainte-Anne : 47° 12′ 06″ N, 1° 34′ 39″ O
3. ↑  Minoterie des Grands Moulins de Loire : 47° 12′ 00″ N, 1° 34′ 45″ O